# Le Bouchage (Charente)
Pour les articles homonymes, voir Le Bouchage.
Le Bouchage est une commune du Sud-Ouest de la France, située dans le département de la Charente (région Nouvelle-Aquitaine).
Ses habitants sont appelés les Bouchageois et les Bouchageoises.

## Géographie

### Localisation et accès
Le Bouchage est une commune du nord du département de la Charente, limitrophe avec celui de la Vienne.
Elle est située à 6 km au nord de Champagne-Mouton, chef-lieu de son canton, et 15 km à l'est de Ruffec. Elle est aussi à 7 km de Nanteuil-en-Vallée, 22 km de Confolens et 50 km d'Angoulême. Du côté de la Vienne, elle est distante de 11 km de Charroux, 13 km de Civray et 60 km de Poitiers.
À l'écart des grandes routes, le Bouchage est desservi par la D 177, qui traverse la commune en son centre du sud au nord et qui va de Champagne-Mouton à Civray. La D 309, que prolonge à l'ouest la D 197, passe au bourg situé à 1,2 km à l'est de la D 177. La D 187 traverse aussi la commune à Frêtet en direction de Nanteuil.
La gare la plus proche est celle de Ruffec, desservie par des TER à destination d'Angoulême et de Poitiers.

### Hameaux et lieux-dits
Le bourg, minuscule, ne regroupe que l'église et le cimetière. La mairie est située à l'ouest de la commune, entre les importants hameaux de la Grange et de Frêtet.
Des hameaux de moindre importance parsèment aussi la commune, comme Mortaigre, Chez Chaland, Chez Micail au nord, ou la Roche plus au sud, ainsi que des fermes.

### Communes limitrophes
| Genouillé (Vienne) | Surin (Vienne) | Chatain (Vienne) |
| Nanteuil-en-Vallée | du Bouchage    | Benest           |
|                    | Vieux-Ruffec   |                  |

### Géologie et relief
Géologiquement, la commune est dans le calcaire du Jurassique du Bassin aquitain, comme tout le Nord-Charente. Le Bajocien (Dogger) apparaît sur les flancs des vallées au centre de la commune. Le plateau est toutefois recouvert sur une grande partie ouest par des altérites sous forme d'argile à silex (appelée aussi argile rouge à châtaigniers), dépôts du Tertiaire en provenance du Massif central, et à l'est par de l'argile sableuse,,.
Le relief de la commune est celui d'un plateau légèrement incliné vers l'ouest, d'une altitude moyenne de 170 m, traversé par une vallée d'est en ouest. Les points culminants de la commune sont à une altitude de 192 m, situés au nord-est et au sud-est (borne IGN). Le point le plus bas est à 133 m, situé sur la limite ouest.

### Hydrographie

#### Réseau hydrographique

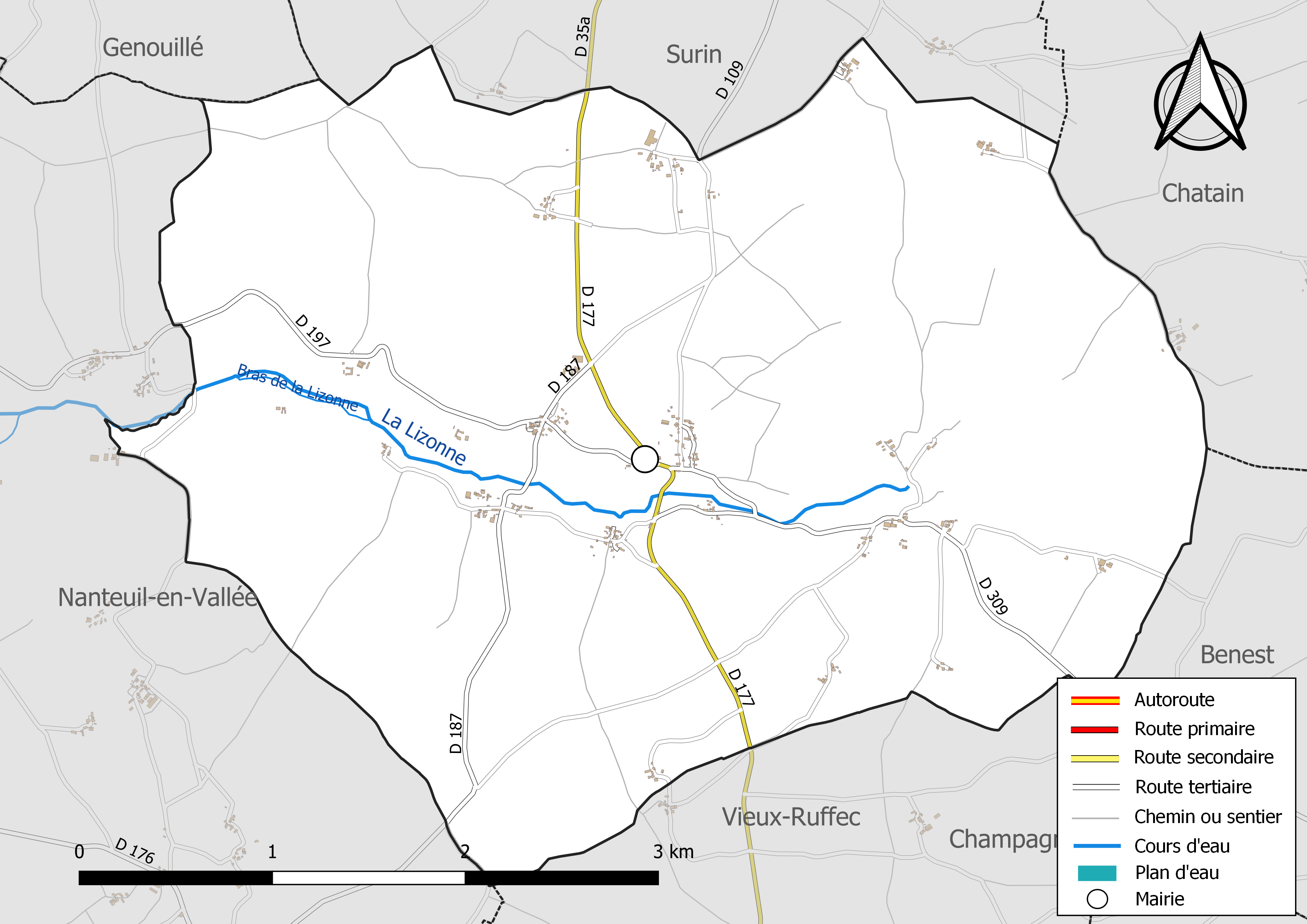
Réseaux hydrographique et routier du Bouchage.

La commune est située dans le bassin versant de la Charente au sein  du Bassin Adour-Garonne. Elle est drainée par la Lizonne et un bras de la Lizonne, qui constituent un réseau hydrographique de 5 km de longueur totale,.
La Lizonne, affluent de la Charente sur sa rive gauche à Taizé-Aizie, naît au pied du vieux bourg et traverse la commune d'est en ouest. De par la nature karstique du sol, elle s'infiltre totalement en été peu avant sa sortie de la commune et ne redevient permanente que dans la commune voisine de Moutardon. Trois fontaines jalonnent son cours entre le vieux bourg et la Grange.
On trouve aussi quelques mares et retenues d'eau servant à l'irrigation.

#### Gestion des cours d'eau
Le territoire communal est couvert par le schéma d'aménagement et de gestion des eaux (SAGE) « Charente ». Ce document de planification, dont le territoire correspond au bassin de la Charente, d'une superficie de 9 300 km2, a été approuvé le 19 novembre 2019. La structure porteuse de l'élaboration et de la mise en œuvre est l'établissement public territorial de bassin Charente. Il définit sur son territoire les objectifs généraux d’utilisation, de mise en valeur et de protection quantitative et qualitative des ressources en eau superficielle et souterraine, en respect des objectifs de qualité définis dans le troisième SDAGE  du Bassin Adour-Garonne qui couvre la période 2022-2027, approuvé le 10 mars 2022.

### Climat
Comme dans les trois quarts sud et ouest du département, le climat est océanique aquitain, légèrement dégradé car la commune se situe aux abords du seuil du Poitou.

## Urbanisme

### Typologie
Au 1er janvier 2024, Le Bouchage est catégorisée commune rurale à habitat très dispersé, selon la nouvelle grille communale de densité à 7 niveaux définie par l'Insee en 2022.
Elle est située hors unité urbaine et hors attraction des villes,.

### Occupation des sols
L'occupation des sols de la commune, telle qu'elle ressort de la base de données européenne d’occupation biophysique des sols Corine Land Cover (CLC), est marquée par l'importance des territoires agricoles (79,2 % en 2018), une proportion sensiblement équivalente à celle de 1990 (78,9 %). La répartition détaillée en 2018 est la suivante : 
terres arables (57 %), forêts (20,8 %), zones agricoles hétérogènes (19,2 %), prairies (2,9 %). L'évolution de l’occupation des sols de la commune et de ses infrastructures peut être observée sur les différentes représentations cartographiques du territoire : la carte de Cassini (XVIIIe siècle), la carte d'état-major (1820-1866) et les cartes ou photos aériennes de l'IGN pour la période actuelle (1950 à aujourd'hui).

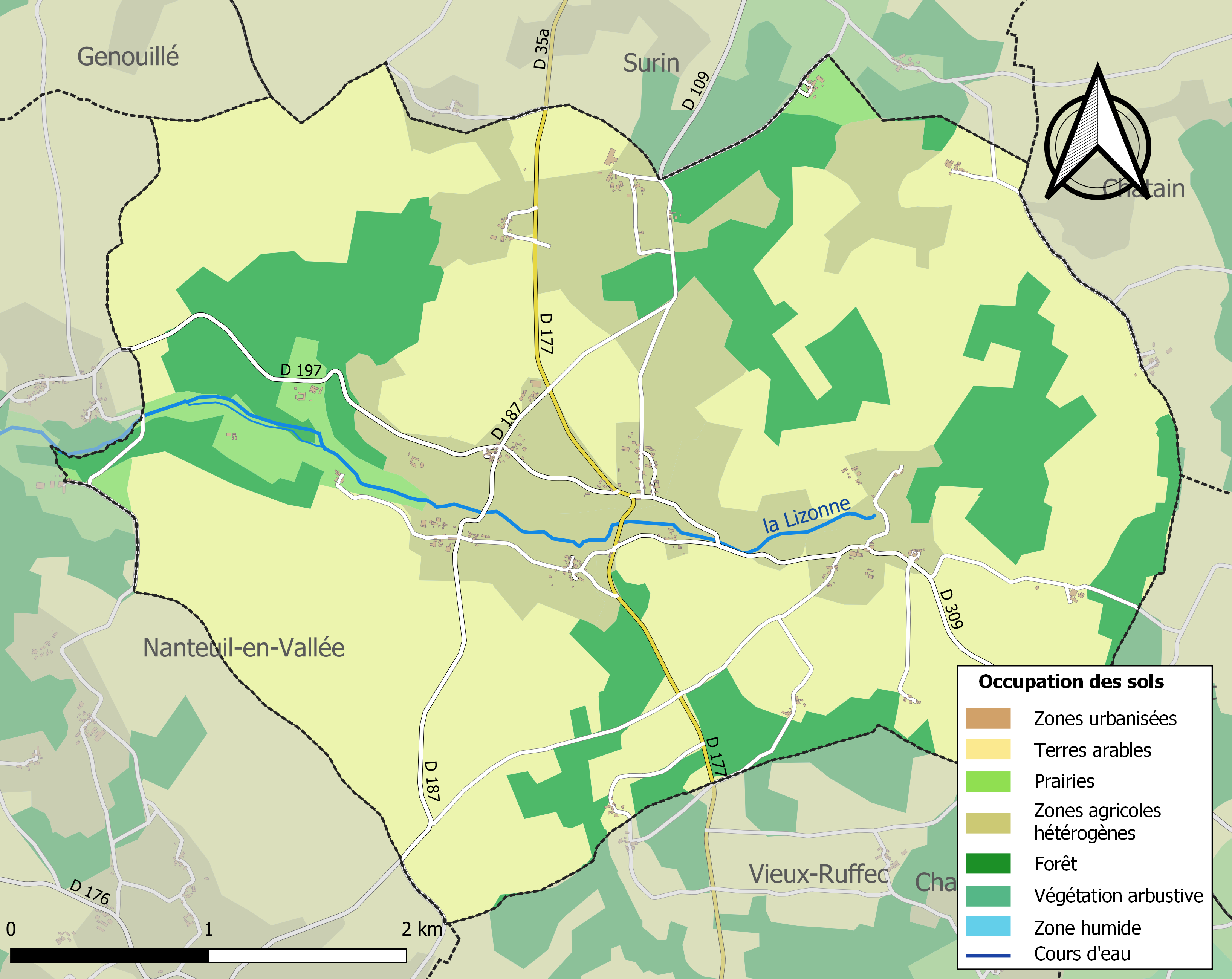
Carte des infrastructures et de l'occupation des sols de la commune en 2018 (CLC).

### Risques majeurs
Le territoire de la commune du Bouchage est vulnérable à différents aléas naturels : météorologiques (tempête, orage, neige, grand froid, canicule ou sécheresse) et séisme (sismicité faible). Un site publié par le BRGM permet d'évaluer simplement et rapidement les risques d'un bien localisé soit par son adresse soit par le numéro de sa parcelle.

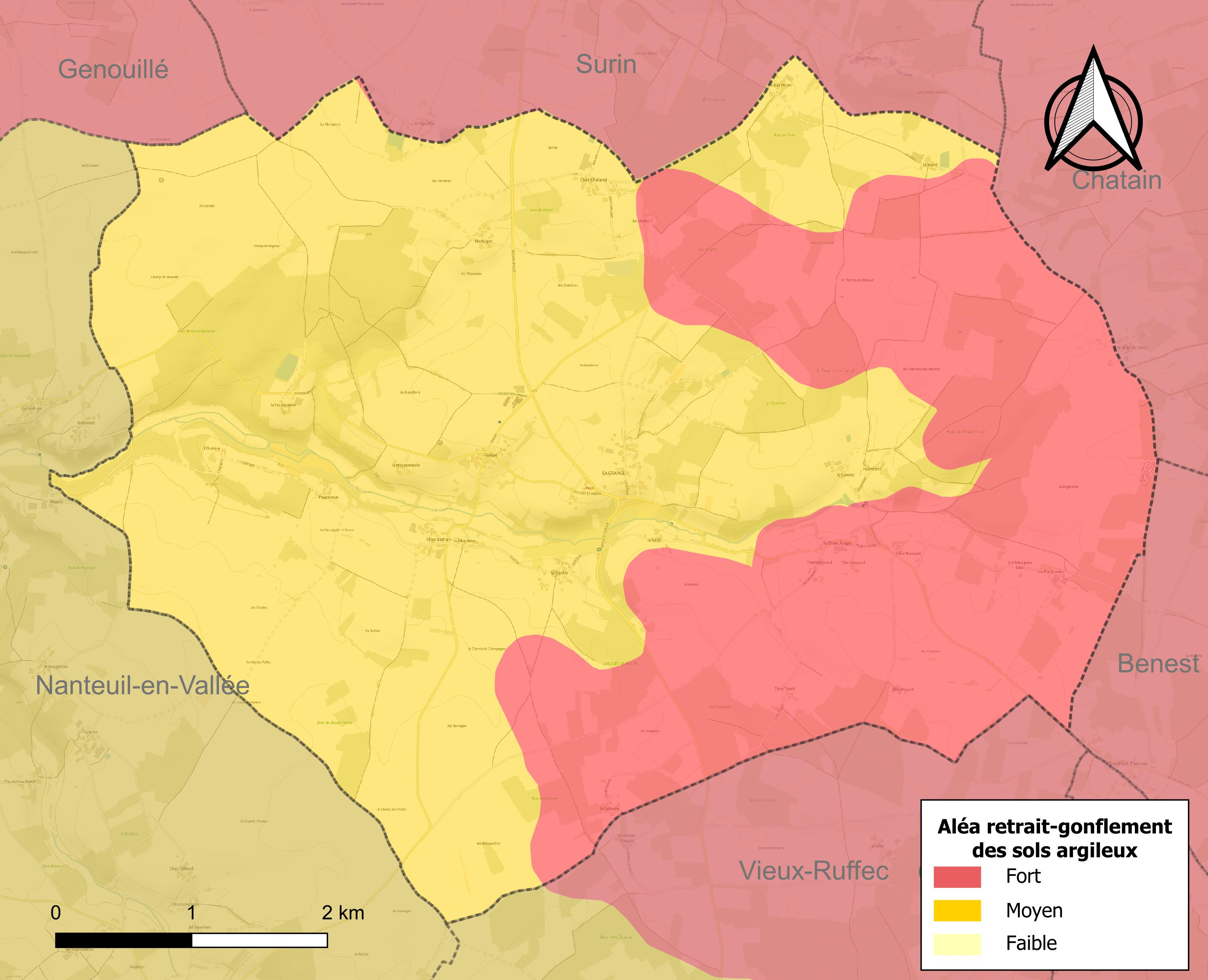
Carte des zones d'aléa retrait-gonflement des sols argileux du Bouchage.

Le retrait-gonflement des sols argileux est susceptible d'engendrer des dommages importants aux bâtiments en cas d’alternance de périodes de sécheresse et de pluie. La totalité de la commune est en aléa moyen ou fort (67,4 % au niveau départemental et 48,5 % au niveau national). Sur les 134 bâtiments dénombrés sur la commune en 2019,  134 sont en aléa moyen ou fort, soit 100 %, à comparer aux 81 % au niveau départemental et 54 % au niveau national. Une cartographie de l'exposition du territoire national au retrait gonflement des sols argileux est disponible sur le site du BRGM,.
Par ailleurs, afin de mieux appréhender le risque d’affaissement de terrain, l'inventaire national des cavités souterraines permet de localiser celles situées sur la commune.
La commune a été reconnue en état de catastrophe naturelle au titre des dommages causés par les inondations et coulées de boue survenues en 1982, 1983 et 1999. Concernant les mouvements de terrains, la commune a été reconnue en état de catastrophe naturelle au titre des dommages causés par des mouvements de terrain en 1999.

## Toponymie
Les formes anciennes sont Boscagio, de Boscario (non daté).
L'origine du nom du Bouchage remonte au bas latin boscagium, diminutif de boscus, et qui veut dire « le petit bois »,,.

## Histoire
Au XIXe siècle la commune était presque entièrement boisée et reculée. Quelques voies de communication et des défrichements ont développé alors l'agriculture de la commune. La principale industrie était encore au début du XXe siècle la fabrication de charbon de bois. Aux Fouillardes, on trouvait aussi une petite tuilerie-briqueterie.
Les plus anciens registres paroissiaux remontent à 1673.

## Administration
| Période                                  | Période  | Identité          | Étiquette | Qualité     |
| ---------------------------------------- | -------- | ----------------- | --------- | ----------- |
| 1949                                     | 2001     | Roger Ricard      |           |             |
| depuis 2001                              | En cours | Jean-Pierre Demon | SE        | Agriculteur |
| Les données manquantes sont à compléter. |          |                   |           |             |

## Démographie

### Évolution démographique
L'évolution du nombre d'habitants est connue à travers les recensements de la population effectués dans la commune depuis 1793. Pour les communes de moins de 10 000 habitants, une enquête de recensement portant sur toute la population est réalisée tous les cinq ans, les populations de référence des années intermédiaires étant quant à elles estimées par interpolation ou extrapolation. Pour la commune, le premier recensement exhaustif entrant dans le cadre du nouveau dispositif a été réalisé en 2008.

En 2022, la commune comptait 177 habitants, en évolution de +11,32 % par rapport à 2016 (Charente : −0,48 %, France hors Mayotte : +2,11 %).
| 1793 | 1800 | 1806 | 1821 | 1831 | 1841 | 1846 | 1851 | 1856 |
| ---- | ---- | ---- | ---- | ---- | ---- | ---- | ---- | ---- |
| 430  | 512  | 671  | 472  | 428  | 473  | 498  | 521  | 530  |

| 1861 | 1866 | 1872 | 1876 | 1881 | 1886 | 1891 | 1896 | 1901 |
| ---- | ---- | ---- | ---- | ---- | ---- | ---- | ---- | ---- |
| 560  | 586  | 506  | 498  | 497  | 560  | 561  | 514  | 494  |

| 1906 | 1911 | 1921 | 1926 | 1931 | 1936 | 1946 | 1954 | 1962 |
| ---- | ---- | ---- | ---- | ---- | ---- | ---- | ---- | ---- |
| 504  | 475  | 412  | 386  | 403  | 369  | 364  | 346  | 327  |

| 1968 | 1975 | 1982 | 1990 | 1999 | 2006 | 2008 | 2013 | 2018 |
| ---- | ---- | ---- | ---- | ---- | ---- | ---- | ---- | ---- |
| 290  | 246  | 232  | 197  | 190  | 173  | 168  | 155  | 172  |

| 2022 | - | - | - | - | - | - | - | - |
| ---- | - | - | - | - | - | - | - | - |
| 177  | - | - | - | - | - | - | - | - |

### Pyramide des âges
La population de la commune est relativement âgée.
En 2018, le taux de personnes d'un âge inférieur à 30 ans s'élève à 19,2 %, soit en dessous de la moyenne départementale (30,2 %). À l'inverse, le taux de personnes d'âge supérieur à 60 ans est de 48,2 % la même année, alors qu'il est de 32,3 % au niveau départemental.
En 2018, la commune comptait 81 hommes pour 91 femmes, soit un taux de 52,91 % de femmes, légèrement supérieur au taux départemental (51,59 %).
Les pyramides des âges de la commune et du département s'établissent comme suit.
| Hommes | Classe d’âge | Femmes |
| ------ | ------------ | ------ |
| 0,0    | 90 ou +      | 2,2    |
| 17,3   | 75-89 ans    | 15,4   |
| 30,9   | 60-74 ans    | 30,8   |
| 19,8   | 45-59 ans    | 15,4   |
| 17,3   | 30-44 ans    | 13,2   |
| 4,9    | 15-29 ans    | 4,4    |
| 9,9    | 0-14 ans     | 18,7   |

| Hommes | Classe d’âge | Femmes |
| ------ | ------------ | ------ |
| 1      | 90 ou +      | 2,7    |
| 9,2    | 75-89 ans    | 12     |
| 20,6   | 60-74 ans    | 21,3   |
| 20,7   | 45-59 ans    | 20,3   |
| 16,8   | 30-44 ans    | 16     |
| 15,6   | 15-29 ans    | 13,4   |
| 16,1   | 0-14 ans     | 14,3   |

## Équipements, services et vie locale
- Chaque année, au 15 août, se déroule une frairie près de la mairie, remplie de manèges et autres attractions, suivie d'un feu d'artifice.
- L'année 2013 a vu la sortie de la chanson 'Blues du Bouchage', dont le clip a été tourné dans de multiples emplacements du Bouchage, dont la frairie du 15 août.

## Lieux et monuments

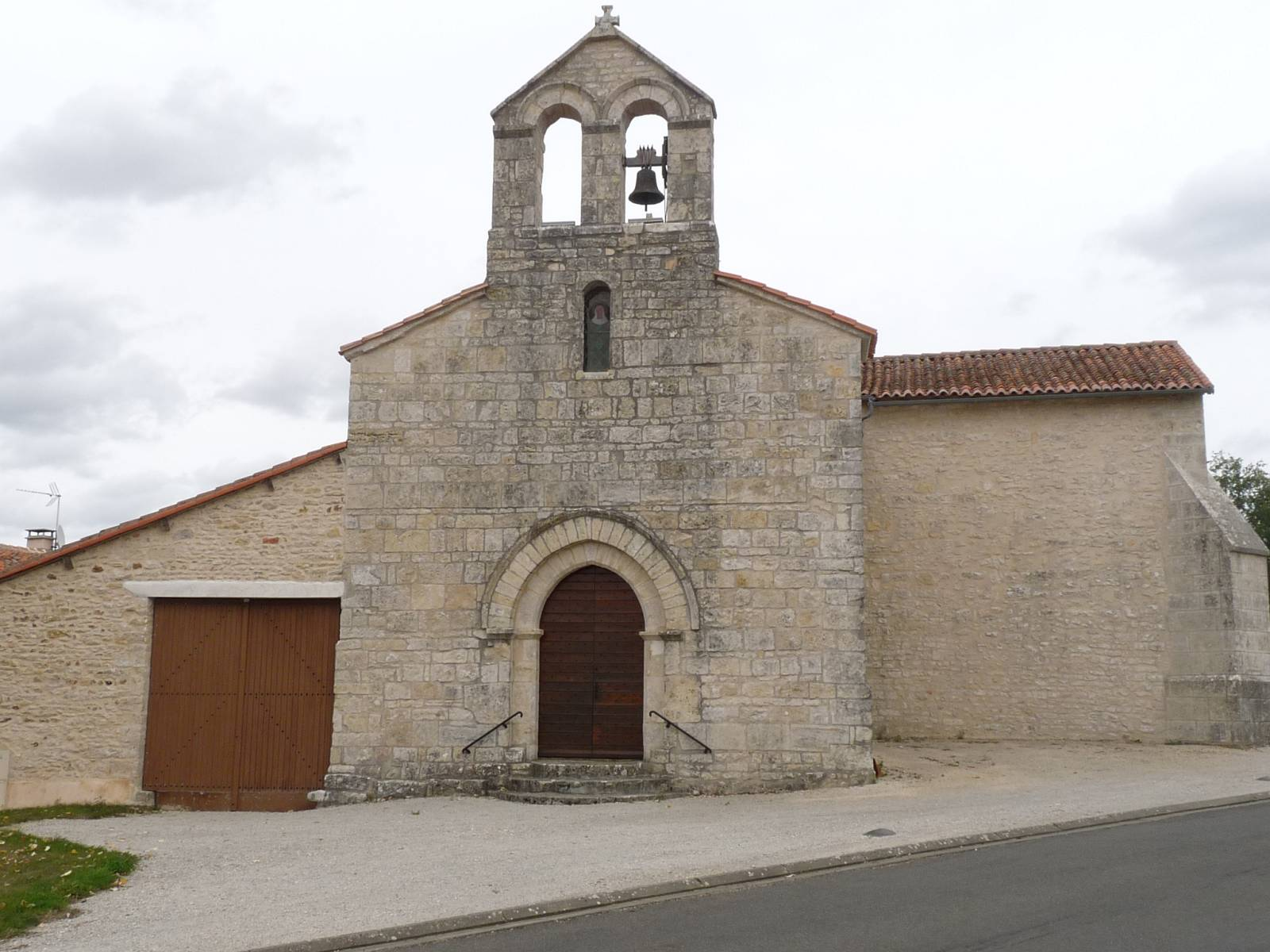
L'église Notre-Dame.

L'église paroissiale Notre-Dame est située à l'écart du bourg, à côté de la source de la Lizonne. Siège d'une cure, elle date du XIIe siècle et a été remaniée aux XVe et XIXe siècles. Une chapelle lui a été ajoutée au XVe siècle, et le plafond de la nef a été refait en 1873 à la suite de l'effondrement des voûtes ogivées. Sa façade est surmontée d'un clocher-mur. Elle a aussi été restaurée en 1994 et 2001.